# 春山弁蔵
春山 弁蔵（はるやま べんぞう、生年不明 - 明治元年9月18日（1868年11月2日））は、幕末期の幕臣。浦賀奉行所組同心、長崎海軍伝習所第一期生。戊辰戦争の際、咸臨丸副艦長を勤め、品川沖から脱走した。途中嵐に巻き込まれ、清水港に漂着。白旗を掲げるも新政府軍からの攻撃を受け、討死した。
日本初の洋式軍艦鳳凰丸、蒸気軍艦千代田形の設計に従事した有能な技術者であった。